# Ремане, Адольф
Адольф Рема́не (нем. Adolf Robert Gustav Remane; 10 августа 1898, Кротошин, Германская империя — 22 декабря 1976, Плён, ФРГ) — немецкий зоолог и сравнительный морфолог. Член Немецкой академии наук («Леопольдины»), Академии наук и литературы в Майнце, Шведской академии наук, Финской академии наук. Почётный доктор Гамбургского университета (1963).

## Биография
Участник Первой мировой войны. Ремане изучал в Берлине биологию, палеонтологию, антропологию и этнографию. Степень доктора философии получил 15 марта 1921 года за исследование головы приматов под руководством Карла Хайдера и Вилли Кюкенталя. В 1923 году занял должность ассистента Вольфганга Будденброка в Киле и в 1925 году опубликовал монографию, посвящённую брюхоресничным червям из отряда Macrodasydoidea.
В 1929 году Адольф Ремане занял должность внештатного профессора в Университете имени Христиана Альбрехта в Киле. Затем с 1934 по 1936 год работал в Галле-Виттенбергском университете. В 1936 году он вернулся в Киль, где примерно в течение года занимался учреждением Института океанографии и стал его первым руководителем до 1944 года. После вступления в 1937 году в НСДАП Ремане был приглашён на пост председателя Немецкого зоологического общества.
По окончании Второй мировой войны Ремане продолжил работу профессором в Киле, а также стал директором Зоологического института (до 1967 года) и Этнографического музея. В 1952 году он сформулировал классические критерии гомологии. В 1956 и 1957 годах был президентом Немецкой ассоциации специалистов по биологии, бионаукам и биомедицине.

## Публикации
Библиография Адольфа Ремане насчитывает свыше 205 научных публикаций, в том числе:
- Einführung in die biologische Ökologie der Nord- und Ostsee. — Stuttgart, 1940. [Введение в биологическую экологию Северного и Балтийского морей.]
- Die Grundlagen des natürlichen Systems, der vergleichenden Anatomie und der Phylogenetik. Leipzig: Geest & Portig K.-G., 1952 (2. Aufl. 1956, Nachdruck der 2. Auflage bei Verl. Otto Koeltz, Koenigstein/Taunus 1971) [Основы естественных систем, сравнительной анатомии и филогенетики.]
- Das soziale Leben der Tiere. Hamburg: Rowohlt, 1960. [Социальная жизнь зверей.]
- Remane A. u. a.: Systematische Zoologie. Stämme des Tierreichs. Stuttgart: G. Fischer Verlag, 1976. [Систематическая зоология: типы животного царства.]
- Remane A., Storch V., Welsch U. Kurzes Lehrbuch der Zoologie. Stuttgart und New York: Fischer, 1985, ISBN 3437203371 [Краткий учебник зоологии.]